# Адолф Айхман
Адолф Айхман (на немски: Adolf Eichmann) е нацистки офицер от Гестапо, сред главните организатори на Холокоста.
Заради неговите организаторски умения и идеологическа благонадеждност е натоварен от обергрупенфюрер Райнхард Хайдрих със задачите по организирането и провеждането на масовата депортацията на евреи към гета и лагери на смъртта в окупираните от Германия части на Източна Европа.
След разгрома на Третия райх Адолф Айхман избягва в Аржентина, използвайки паспорт на Международния червен кръст; живее там под фалшива самоличност и работи за Мерцедес-Бенц до 1960 г. Израелското разузнаване Мосад обаче тръгва по дирите му и изпраща специален отряд, който го залавя и го прекарва тайно в Израел. Айхман е изправен пред съда на публичен процес в Ерусалим през 1960 г. с 15 обвинения, между които престъпления срещу човечеството и военни престъпления. Той е признат за виновен и екзекутиран чрез обесване през 1962 г.

## Ранен живот
Ото Адолф Айхман, най-голямото от пет деца, е роден през 1906 г. в калвинистко протестантско семейство в Солинген, Германия. Баща му е счетоводител, а майка му е домакиня. Баща му се мести в Линц, Австрия през 1913 г., за да работи като търговски управител в трамвайна компания, а година по-късно тук се премества и останалата част от семейството му. След смъртта на майка му през 1916 г., баща му се жени повторно за друга протестантка с двама сина.
Айхман посещава държавно средно училище Кайзер Франц Йосиф в Линц, същото училище, на което 17 години по-рано е ходил Адолф Хитлер. Свири на цигулка и участва в спортни събития и клубове, включително група за скаути, в която има по-големи момчета, членуващи в различни десни групировки. Слабото му представяне в училище води до това, че баща му го изключва от училище и го праща в професионален колеж. Той напуска, преди да получи степен и се присъединява към новата компания на баща си, където работи няколко месеца. От 1925 до 1927 г. работи като продавач за радио компанията Oberösterreichische Elektrobau AG. От 1927 до 1933 г. Айхман работи в Горна Австрия и Залцбург като районен агент за петролната компания Vacuum Oil Company AG.
По това време се присъединява към Jungfrontkämpfervereinigung, младежкия отдел на дясно движение, и започва да чете вестници на Нацистката партия. Платформата на партията включва премахването на Ваймарската република от Германия, отхвърляне на условията на Версайския договор, радикален антисемитизъм и антиболшевизъм. Те обещават силно централно правителство, голямо „жизнено пространство“ за германците, образуване на национална общност, базирана на раса, и расово прочистване чрез активно потискане на евреите, които биха изгубили гражданството си и гражданските си права.

## Ранна кариера
По препоръка от семеен приятел и местен член на СС (Ернст Калтенбрунер), Айхман се присъединява към австрийския клон на Нацистката партия на 1 април 1932 г. Членството му в СС е потвърдено седем месеца по-късно. Полкът му е СС-Standarte 37, отговорен за охраната на партийната щаб-квартира в Линц и охраната на партийните говорители на митинги, които често стават насилствени. Айхман упражнява партийни дейности в Линц през уикендите, докато продължава да работи за петролната компания в Залцбург.
Няколко месеца след идването на Хитлер на власт в Германия през януари 1933 г., Айхман губи работата си, поради съкращения в компанията. По това време Нацистката партия е забранена в Австрия. Тези събития са фактори за решението на Айхман да се завърне в Германия.
Както и много други нацисти, бягащи от Австрия през пролетта на 1933 г., Айхман се премества в Пасау. След като преминава тренировъчна програма в склад на СС в Клостерлехфелд през август, Айхман се връща в Пасау през септември, където е назначен да ръководи екип от 8 души на СС, който да насочва австрийските нацисти в Германия и да осъществява контрабанда на пропаганден материал към Австрия. Към края на декември, когато отрядът му е разпуснат, Айхман е повишен на СС-Шарфюрер (звание, еквивалентно на ефрейтор). Батальонът на Айхман се намира в казарма, която е в съседство с концлагера Дахау.
Към 1934 г. Айхман поиска да бъде преместен към СД, за да избегне монотонността на военните обучения и служба в Дахау. Айхман е приет в СД и назначен в подофиса за масонство, където организира конфискувани ритуални обекти за бъдещ музей. След около шест месеца Айхман е поканен от Леополд фон Милденщайн, за да се присъедини към неговия еврейски департамент, Секция II/112 от СД в щаб-квартирата му в Берлин. Айхман се мести там през ноември 1934 г. По-късно той счита този си ход за голям пробив. Назначен е да изучава и подготвя доклади за ционисткото движение и различни еврейски организации. По това време дори придобива начални познания по иврит и идиш, като така си спечелва репутация като специалист по ционистките и еврейските въпроси. На 21 март 1935 г. Айхман се жени за Вероника Лиебъл. Двойката има четири сина: Клаус (р. 1936 г. в Берлин), Хорст Адолф (р. 1940 г. във Виена), Дитер Хелмут (р. 1942 г. в Прага) и Рикардо Франсиско (р. 1955 г. в Буенос Айрес). Айхман е повишен на СС-Хауптшарфюрер (водач на отряд) през 1936 г. и е повишен на СС-Унтерщурмфюрер на следващата година.
Нацистка Германия използва насилие и икономически натиск, за да накара евреите да напуснат Германия по своя воля. Айхман заминава за Британска Палестина с началника си Херберт Хаген ярез 1937 г., за да се оцени възможността немските евреи да емигрират към тази държава по своя воля, като пристига с подправени документи в Хайфа, откъдето се насочва към Кайро. Двамата срещат с член на Хагана, но не успяват да се споразумеят. Хаген се опасява от създаване на независима еврейска държава в Палестина, което би било в противоречие с политиката на Райха. Айхман и Хаген се опитват да се върнат в Палестина няколко дни по-късно, но им е отказано, след като британските власти отказват да им издадат визи. Те изготвят доклад след посещението си, който е публикуван през 1982 г.
През 1938 г. Айхман е изпратен във Виена, за да помогне с организацията на еврейската емиграция от Австрия, която тъкмо е била присъединена към Райха чрез т.нар. Аншлус. Еврейските организации са поставени под надзора на СД и са натоварени със задачата да подкрепят и улесняват еврейската емиграция. Финансирането се осъществява с пари, завзети от други евреи и организации, както и с отвъдморски дарения. Айхман е повишен на СС-Оберщурмфюрер (първи лейтенант) през юли 1938 г. и назначен в Централната служба за еврейска емиграция във Виена, създадена през август.

## Втора световна война

### От емиграция към депортация
Седмици след нахлуването в Полша на 1 септември 1939 г. нацистката политика спрямо евреите се променя от доброволна емиграция към насилствена депортация. След дискусии с Хитлер в предходните седмици, на 21 септември Райнхард Хайдрих, ръководител на СД, съобщава на служителите си, че евреите ще бъдат събирани в градове в Полша с добри железопътни връзки, за да се улесни изгонването им от териториите, контролирани от Германия.
След като бива изпратен в Прага за установяване на емиграционна служба там, Айхман е прехвърлен в Берлин през октомври 1939 г., за да управлява Централната служба за еврейска емиграция за целия Райх под командването на Хайнрих Мюлер, глава на Гестапо. Веднага е назначен да организира депортацията на около 70 – 80 хиляди евреи от Острава и Катовице. По своя собствена инициатива Айхман съставя и планове за депортация на евреи от Виена. Айхман избира Ниско като място за нов транзитен лагер, където евреите временно да бъдат настанявани, преди да бъдат депортирани другаде. В последната седмица на октомври 1939 г. около 4700 евреи са изпратени в района с влакове и накрая са оставени се оправят сами на открита ливада без вода и с малко храна. Казарми са планирани, но никога завършени. Много от депортираните са изгонени от СС към териториите, окупирани от Съветския съюз, а останалите накрая са настанени в близък трудов лагер. Операцията скоро е отменена, частично защото Хитлер решава, че нужните влакове е по-добре да се използват за военни цели.
На 19 декември 1939 г. Айхман е назначен за глава на RSHA Referat IV B4, отговорен за контрола на еврейския въпрос и евакуация. Хайдрих споменава, че Айхман е неговият „специален експерт“, натоварен със задачата да организира всички депортации в окупирана Полша. Работата включва координиране с полицейски служби за физическото премахване на евреите, справяне с конфискуваното имущество и осигуряването на финансиране и транспорт. Няколко дни след назначаването си, Айхман формулира план за депортация на 600 000 евреи в Генерал-губернаторство Полша. Планът е възпрепятстван от генерал-губернатора Ханс Франк, който не склонява да приеме депортираните, тъй като това ще има отрицателно въздействие върху икономическото развитие и целта му за германизация на региона. Все пак, депортациите продължават, но с много по-бавно темпо, отколкото е планирано. От началото на войната до април 1941 г. около 63 000 евреи са транспортирани в Генерал-губернаторството. В много от влаковете измират близо 1/3 от депортираните. Докато Айхман твърди по време на съдебния процес, че се е възмущавал от ужасните условия във влаковете и транзитните лагери, неговата кореспонденция и документи от периода показват, че основната му грижа е била да се постигнат депортациите икономично и с минимални нарушения на текущите германски военни действия.
Евреите се концентрират в гета в големите градове с очакването, че по някое време ще бъдат транспортирани на изток или в отвъдморски територии. Условията в гетата са тежки – пренаселение, лоша хигиена и липса на храна, като всичко това води до високи нива на смъртност. на 15 август 1940 г. Айхман издава меморандум, озаглавен Reichssicherheitshauptamt: Madagaskar Projekt (Главна служба по сигурността на Райха: Мадагаскарски план), който призовава за заселването на милиони евреи на Мадагаскар в продължение на четири години. След като Германия не успява да победи британските ВВС в битката за Британия, нахлуването във Великобритания е отложено безсрочно. Тъй като Великобритания все още властва в Атлантическия океан и нейният търговски флот няма да е наличен за германците за използване при евакуациите, планът за Мадагаскар пропада. Хитлер продължава да споменава плана до февруари 1942 г., когато идеята е загърбена завинаги.

### Ванзейска конференция
От началото на операция „Барбароса“ през юни 1941 г., Айнзацгрупи следват армията в покорените райони и арестуват и убиват евреи, служители на Коминтерна и високопоставени членове на Комунистическата партия. Айхман е един от служителите, които получава редовни подробни доклади относно действията на тези групи.
Айхман заявява в по-късните си разпити, че Хайдрих му е казал в средата на септември, че Хитлер е наредил всички евреи в Европа, контролирана от Германия, да се избият. Първоначалният план е да се имплементира Генераплан Ост след завладяването на Съветския съюз. При първите провали във войната обаче, Хитлер решава, че евреите в Европа трябва да се избият веднага, а не след войната. По това време Айхман е повишен на СС-Оберщурмбанфюрер, което е и най-високият чин, който получава.
За да се координира планирането на геноцида, Хайдрих съставя Ванзейската конференция, на която идват административните водачи на нацисткия режим на 20 януари 1942 г. В подготовка за конференцията, Айхман изважда за Хайдрих списък с броя на евреите в различните европейски държави и подготвя статистики за емиграцията. На конференцията Айхман подготвя официалния стенографски запис. В мотивационно писмо, Хайдрих уточнява, че Айхман ще действа като връзка между участващите департаменти. Под надзора на Айхман започват широкомащабни депортации почти веднага към лагерите на смъртта в Белжец, Собибор и Треблинка. Геноцидът е наречен операция „Райнхард“ в чест на хайдрих, който загива в Прага в началото на юни от рани след покушение срещу него.
Айхман не съставя политика, а действа с оперативен капацитет. Определени заповеди за депортация идват от Хайнрих Химлер. Службата на Айхман е отговорна за събирането на информация за евреите във всеки район, организирането на конфискацията на имуществото им и осигуряването на влакове за депортация. Департаментът е в постоянна връзка със Службата на външните работи, тъй като евреите в завладените нации (като например Франция) не могат лесно да бъдат лишени от владенията им и да бъдат депортирани към смъртта им. Айхман провежда редовни срещи в офиса си в Берлин с членовете на департаменти си и пътува често на посещения в концлагери и гета. Жена му, която не харесва Берлин, живее в Прага с децата им. Айхман първоначално ги посещава ежеседмично, но с времето визитите му оредяват до веднъж месечно.

### Унгария
Германия нахлува в Унгария на 19 март 1944 г. Айхман пристига на същия ден и скоро към него се присъединяват високопоставени членове от екипа му и 500 – 600 членове на СД, СС и Зихерхайтсполицай. Назначаването от Хитлер на про-нацистко правителство означава, че унгарските евреи, които към този момент са незасегнати, ще бъдат депортирани към Аушвиц, за да работят или да бъдат убити. Айхман обикаля из североизточната част на Унгария през последната седмица на април и посещава Аушвиц през май, за да оцени подготовката. По време на Нюрнбергските процеси Рудолф Хьос, ръководител на Аушвиц, дава показания, че Химлер му е казал да получава всички оперативни инструкции за изпълнението на Окончателното решение от Айхман. Събирането на евреите започва от 16 април, а от 14 май четири влака с 3000 евреи на ден напускат Унгария и пътуват до Аушвиц, пристигайки по новопостроена линия, която свършва на няколкостотин метра от газовите камери. Между 10 и 25 процента от хората във всеки влак са избрани да работят, а останалите се избиват часове след пристигането им. Под международен натиск, унгарското правителство спира операциите на 6 юли 1944 г., като до това време над 437 000 от общо 725 000 евреи в Унгария са избити. Въпреки нареждането да спре, Айхман лични урежда допълнителни влакове да бъдат изпратени в Аушвиц на 17 и 19 юли.
В поредица от срещи, започващи на 25 април, Айхман се среща с Йоел Бранд, унгарски евреин и член на Комитета за облекчаване и спасение. Айхман по-късно свидетелства, че Берлин го е бил упълномощил да позволи емиграцията на милиони евреи в замяна на 10 000 камиона, оборудвани за справяне със зимните условия на Източния фронт. От предложението не излиза нищо, тъй като западните Съюзници отказват да прегледат предложението. През юни 1944 г. Айхман участва в преговори с унгарския евреин Рудолф Кастнер, които водят до спасяването на 1684 души, които са изпратени с влак в Швейцария в замяна на три куфара, пълни с диаманти, злато и пари.
Айхман, възмутен че други се намесват в еврейския въпрос и ядосан от спирането на депортациите към концлагерите от Химлер, изисква да бъде отново преназначаване през юли. Към края на август е назначен за командир на отряд, помагащ евакуацията на 10 000 германци, хванати в капан на унгарско-румънската граница на пътя на Червената армия. Хората, за които са изпратени да спасят, отказват да напуснат, така че войниците помагат с евакуацията на членове на германски лазарет близо до фронта, вместо това. За това Айхман е награден с Железен кръст втора степен. През октомври и ноември Айхман урежда десетки хиляди евреи да маршируват насилствено в ужасни условия от Будапеща към Виена, разстояние от около 210 km.
На 24 декември 1944 г. Айхман напуска Будапеща малко преди комунистите да завършат обграждането си на столицата. Връща се в Берлин, където урежда уличаващите във вина записи на департамент IV-B4 да се изгорят. Заедно с много други офицери на СС, които побягват към края на войната, Айхман и семейството му живеят в относителна безопасност в Австрия, когато войната в Европа свършва на 8 май 1945 г.

## След войната
Към края на войната Айхман е заловен от американците и лежи известно време в няколко лагера за офицери от СС, използвайки фалшиви документи, които го идентифицират като Ото Екман. Той бяга от работа при Кам, когато осъзнава, че истинската му самоличност е открита. Той се снабдява с нови документи за самоличност с името Ото Хенингер и се мести често през следващите няколко месеца, като накрая се спира в Люнебургското поле. Първоначално си намира работа в дърводобивната промишленост и по-късно дава под наем малък парцел земя в Алтензалцкот, където живее до 1950 г. Междувременно бившият комендант на Аушвиц Рудолф Хьос и други дават изобличаващи доказателства относно Айхман по време на Нюрнбергските процеси за големи военни престъпници, започнали през 1946 г.
През 1948 г. Айхман се сдобива с разрешение за кацане в Аржентина и фалшива самоличност под името Рикардо Клемент чрез организация, водена от епископ Алоис Худал, австрийски духовник, който по това време живее в Италия и е известен със симпатиите си към нацистите. Тези документи позволяват на Айхман да се сдобие с паспорт на Червения кръст и останалите разрешения за влизане през 1950 г., които биха му позволили да емигрира в Аржентина. Той пътува из Европа, отсядайки в различни безопасни манастири. Тръгва от Генуа с кораб на 17 юни 1950 г. и пристига в Буенос Айрес на 14 юли.
Айхман първоначално живее в провинция Тукуман, където работи за правителствен изпълнител. Семейството му се премества при него през 1952 г. Работи на поредица от длъжности с ниско заплащане, преди да започне работа за Мерцедес-Бенц, където се издига до ръководител на департамент. Семейството построява къща, в която се настанява през 1960 г. Той често бива интервюиран в продължение на четири месеца от края на 1956 г. от холандския журналист Вилен Сасен с цел да му се напише биография. Айхман създава касети и записи. Мемоарите му по-късно се използват за основа на статии, които се появяват в списанията Life и Stern към края на 1960-те години.

## Залавяне в Аржентина
Няколко оцелели от Холокоста посвещават живота си на това да намерят Айхман и други нацисти, като сред тях е Симон Визентал. Той научава от писмо през 1953 г., че Айхман е забелязан в Буенос Айрес и предава тази информация на израелското консулство във Виена през 1954 г. Бащата на Айхман почива през 1960 г. и Визентал урежда частни детективи тайно да фотографират членовете на семейството. Той предоставя тези снимки на Мосад на 18 февруари.
Лотар Херман също е важен при изобличаването на самоличността на Айхман, тъй като е германец полу-евреин, който емигрира в Аржентина през 1938 г. Дъщеря му Силвия започва да се вижда с мъж на име Клаус Айхман през 1956 г., който се хвали с нацистките подвизи на баща си, и Херман съобщава за това на Фриц Бауер, генерален прокурор в Хесен. След това изпраща дъщеря си на специална мисия за търсене на факти. Тя е посрещната на вратата от самия Айхман, който казва, че е чичо на Клаус. Клаус пристига малко след това, но се обръща към Айхман с „татко“. През 1957 г. Бауер предава информацията лично на директора на Мосад, Исер Харел, който назначава служители, които да проведат наблюдение, ала първоначално не са намерени никакви конкретни доказателства.
Харел изпраща главния разпитващ на Шин Бет, Цви Ахарони, в Буенос Айрес на 1 март 1960 г. и той успява да потвърди самоличността на беглеца след няколко седмици разследване. Аржентина по това време е известна, че отказва на искания за екстрадиция на нацистки престъпници, така че израелският министър-председател Давид Бен-Гурион решава, че Айхман трябва да бъде заловен, а не екстрадиран, и да се доведе в Израел за съдебен процес. Харел пристига през май 1960 г., за да съблюдава залавянето. Агентът на Мосад Рафи Еитан е назначен за лидер на екип от осем души, повечето от които са агенти на Шин Бет.
Екипът залавя Айхман на 11 май 1960 г. близо до дома му в предградията на Буенос Айрес. Агентите пристигат още през април и наблюдават ежедневието му в продължение на много дни, отбелязвайки, че се прибира вкъщи с автобус след работа по едно и също време вечерта. Те планират да го заловят, когато ходи през открито поле от автобусната спирка до дома си. Планът е почти изоставен на определения ден, когато Айхман се оказва, че не е на автобуса, който обикновено хваща за вкъщи, но слиза от друг автобус около половин час по-късно. Агентът на Мосад Петер Малкин го заговаря на испански. Айхман се сплашва и се опитва да избяга, но още двама агенти на Мосад идват на помощ на Малкин. Тримата свалят Айхман на земята и след кратка борба го отвеждат до кола, където го скриват на пода под одеяло.
Айхман е отведен до една от няколко безопасни локации на Мосад, които са създадени от екипа. Там той е държан в продължение на девет дни, през което време самоличността му е проверена и потвърдена. През това време Харел се опитва да намери и Йозеф Менгеле, печално известния нацистки лекар от Аушвиц, тъй като Мосад има информация, че той също живее в Буенос Айрес. Надява се, че ще успее да доведе Менгеле в Израел със същия полет. Менгеле обаче така и не бива заловен. През 2008 г. Еитан заявява за вестник Хаарец, че те нарочно решават да не гонят Менгеле, тъй като това би могло да застраши операцията с Айхман.
Около полунощ на 20 май Айхман е упоен от израелски доктор от Мосад и е облечен като стюард. Той нелегално е извозен от Аржентина на борда на същия самолет Bristol Britannia на Ел Ал, който превозва израелската делегация няколко дни по-рано за официалната 150-годишнина от независимостта на Аржентина от Испания. Има напрегнато закъснение на летището, докато авиационният план е одобрен, след което самолетът тръгва за Израел, спирайки в Дакар за презареждане с гориво. Пристигат в Израел на 22 май и Бен-Гурион съобщава за залавянето на Айхман на Кнесета. В Аржентина новините за отвличането са посрещнати с вълна от антисемитизъм, поведена от крайнодесни елементи.
Аржентина поиска спешно свикване на събрание на Съветта за сигурност на ООН през юни 1960 г., след неуспешни преговори с Израел, тъй като считат залавянето за нарушение на суверенните им права. В последвалия дебат представителят на Израел, Голда Меир, твърди, че похитителите не са агенти на Израел, а частни индивиди, така че инцидентът е само „изолирано нарушение на аржентинското право“. На 23 юни Съветът приема Резолюция 138, според която суверенитетът на Аржентина е нарушен и поисква от Израел да изплати репарации. Израел и Аржентина постигат споразумение на 3 август, след допълнителни преговори, признавайки за нарушаването на аржентинския суверенитет, но съгласявайки се на край на диспута. Според израелския съд, обстоятелствата около залавянето му нямат отношение към законността на съдебния му процес.

## Съдебен процес
Айхман е отведен в укрепено полицейско управление в Ягур в Израел, където прекарва девет месеца. Израелците не искат да го подведат под отговорност само основавайки се на доказателства от документи и показания на свидетели, така че затворникът е подложен на ежедневни разпити, записите от които са над 3500 страници.
Съдебният процес срещу Айхман започва пред специален трибунал на 11 април 1961 г. Обвинен е в 15 престъпления, включително престъпления срещу човечеството, престъпления срещу еврейския народ, членство в престъпна огранизация и други. Израелското правителство урежда голямо покритие от медиите на процеса. Айхман седи в кабинка от бронирано стъкло, което да го защитава от опити за убийство.
Обвинителното дело е представено за 56 дни, включвайки стотици документи и 112 свидетели (много от които са оцелели от Холокоста). Прокуратурата доказва, че Айхман е посещавал места, където са убивани евреи, включително Хелмно, Аушвиц и Минск (където наблюдава масов разстрел на евреи), и следователно е знаел, че депортираните са били убивани.
Когато обвиненията свършват, защитата (съставена от германски адвокати) поисква делото да бъде прекратено, тъй като самият съдебен процес е незаконен. Тя твърди, че ако делото трябва да продължи, то това трябва да стане под юрисдикцията на Западна Германия. Прокуратурата отговаря, че ООН подкрепя действията на Израел и че Германия и Аржентина са се съгласили, че обвиненията срещу него са законни.
В показанията си по време на процеса, Айхман настоява, че е нямал избор, освен да следва заповеди, тъй като е бил принуден от клетва в името на Хитлер – същата защита, използвана от някои обвинени по време на Нюрнбергските процеси по-рано. Айхман твърди, че решенията не са взимани от него, а от Мюлер, Хайдрих, Химлер и Хитлер. Относно Ванзейската конференция, Айхман заявява, че след нея чувства облекчение, тъй като е взето ясно решение за изтребване на евреите не от него, а от началниците му. През последния ден той признава, че е виновен за организирането на транспорта, но не се чувства виновен за последствията. Айхман признава, че не харесва евреите и че ги смята за съперници, но също така казва, че никога не е смятал, че избиването им е оправдано.
Заседанието е закрито на 14 август, а присъдата му е произнесена на 12 декември. Съдиите го обявяват за невинен за това, че лично не е убивал който и да е и за това че е изпълнявал длъжността си по контролиране на дейностите на Айнзацгрупите. Решено е, че е отговорен за ужасните условия на влаковете за депортиране и за това, че е събирал евреи за запълването на тези влакове. Обявен е за виновен за престъпления срещу човечеството, военни престъпления, пресъпления срещу поляците, словенците и циганите. Обявен е за виновен и за членуването му в три организации, които са счетени за престъпни по време на Нюрнбергските процеси: Гестапо, СД и СС. При прочитането на присъдата, съдиите заключват, че Айхман не само е следвал заповеди, но и е вярвал изцяло в нацистката каузи и е бил ключов извършител на геноцида. На 15 декември Айхман е осъден на смърт чрез обесване.
Защитата на Айхман обжалва присъдата през Върховния съд на Израел. Прослушванията са проведени от 22 до 29 март 1962 г. Жената на Айхман пристига в Израел за последен път в края на април, за да го види. На 29 май Върховният съд отхвърля обжалването (което се основава главно на законови аргументи относно юрисдикцията на Израел), след което Айхман веднага подава молба за помилване от израелския президент Ицхак Бен-Цви. Различни известни хора, сред които и израелски философи (Мартин Бубер, Хуго Бергман), също защитават Айхман. Бен-Гурион извиква специално събрание на кабинета, за да се реши проблема. Кабинетът решава да не препоръчва на президента Бен-Цви помилване на Айхман и Бен-Цви отхвърля искането за помилване. В 20:00 часа на 31 май Айхман е информиран, че последната му молба е отвхърлена.
Айхман е обесен в затвор в Рамла няколко часа по-късно. Обесването, планирано за полунощ в края на 31 май, е леко забавено и следователно се случва няколко минути след полунощ на 1 юни 1962 г. На екзекуцията присъства малка група от държавни служители, четирима журналисти и канадски свещеник, негов духовен съветник в затвора. Няколко часа по-късно тялото на Айхман е кремирано, а праховете му са разпръснати в Средиземно море, извън териториалните води на Израел от патрулна лодка на израелските ВМС.